# Gymnothorax kolpos
 Gymnothorax kolpos és una espècie de peix de la família dels murènids i de l'ordre dels anguil·liformes.

## Morfologia
Els mascles poden assolir els 91 cm de longitud total.

## Distribució geogràfica
Es troba a Florida i el Golf de Mèxic.